# Theodore (ort i Australien)
Theodore är en ort i Australien. Den ligger i kommunen Banana och delstaten Queensland, omkring 410 kilometer nordväst om delstatshuvudstaden Brisbane. Antalet invånare är 445.
Trakten runt Theodore är nära nog obefolkad, med mindre än två invånare per kvadratkilometer.. Det finns inga andra samhällen i närheten.
I omgivningarna runt Theodore växer huvudsakligen savannskog. Genomsnittlig årsnederbörd är 913 millimeter. Den regnigaste månaden är januari, med i genomsnitt 195 mm nederbörd, och den torraste är juli, med 21 mm nederbörd.